# Erik Edman
Erik Kenneth Edman (Jönköping, 1978. november 11. –) svéd válogatott labdarúgó.
A svéd válogatott tagjaként részt vett a  2002-es, a 2006-os világ illetve a 2004-es Európa-bajnokságon.

## Sikerei, díjai
Helsingborgs IF
- Svéd bajnok (2): 1999, 2011
- Svéd kupagyőztes (3): 1998, 2010, 2011
- Svéd szuperkupagyőztes (2): 2011, 2012

Egyéni
- Az év védőjátékosa Svédországban (1): 2004